# Panchylissus nigriventris
Panchylissus nigriventris är en skalbaggsart som beskrevs av Lane 1965. Panchylissus nigriventris ingår i släktet Panchylissus och familjen långhorningar. Inga underarter finns listade i Catalogue of Life.